# Seleuco (usurpador romano)
Seleuco (em latim: Seleucus) foi um usurpador romano do século III segundo o historiador do século V Polêmio Sílvio contra o imperador Heliogábalo. Não se conhece o seu nome completo, mas é possível que ele seja Júlio Antônio Seleuco (Julius Antonius Seleucus), governador na Mésia, ou Marco Flávio Vitélio Seleuco, cônsul em 221.